# Крюково (городской округ Мытищи)
Крюково — деревня в городском округе Мытищи Московской области России. Население — 28 чел. (2010).

## География
Расположена на севере Московской области, в северной части Мытищинского района, примерно в 18 км к северо-западу от центра города Мытищи и 15 км от Московской кольцевой автодороги, на правом берегу впадающей в Клязьму реки Учи.
В деревне три улицы — Нагорная, Садовая и Ягодная. Ближайшие населённые пункты — деревни Аксаково, Семенищево и село Федоскино. Связана автобусным сообщением с железнодорожной станцией Катуар, расположенной в посёлке городского типа Некрасовский Дмитровского района.

## Население
| 1852 | 1859 | 1890 | 1899 | 1926 | 2002 | 2010 |
| ---- | ---- | ---- | ---- | ---- | ---- | ---- |
| 63   | ↗79  | ↗112 | ↗135 | ↗150 | ↘42  | ↘28  |

## История
В середине XIX века деревня относилась ко 2-му стану Московского уезда Московской губернии и принадлежала коллежскому асессору Дмитрию Ивановичу Гиппиусу, в деревне было 8 дворов, крестьян 32 души мужского пола и 31 душа женского.
В «Списке населённых мест» 1862 года — владельческая деревня Московского уезда по левую сторону Ольшанского тракта (между Ярославским шоссе и Дмитровским трактом), в 31 версте от губернского города и 18 верстах от становой квартиры, при реке Уче, с 8 дворами и 79 жителями (40 мужчин, 39 женщин).
По данным на 1899 год — деревня Марфинской волости Московского уезда с 135 жителями.
В 1913 году — 20 дворов.
По материалам Всесоюзной переписи населения 1926 года — центр Крюковского сельсовета Трудовой волости Московского уезда в 4,5 км от Дмитровского шоссе и 7,5 км от платформы Луговая Савёловской железной дороги, проживало 150 жителей (71 мужчина, 79 женщин), насчитывалось 30 хозяйств, из которых 25 крестьянских, имелась школа-семилетка.
С 1929 года — населённый пункт в составе Коммунистического района Московского округа Московской области. Постановлением ЦИК и СНК от 23 июля 1930 года округа как административно-территориальные единицы были ликвидированы.
1929—1935 гг. — деревня Федоскинского сельсовета Коммунистического района.
1935—1939 гг. — деревня Федоскинского сельсовета Дмитровского района.
1939—1959 гг. — деревня Федоскинского сельсовета Краснополянского района.
1959—1960 гг. — деревня Федоскинского сельсовета Химкинского района.
1960—1963, 1965—1994 гг. — деревня Федоскинского сельсовета Мытищинского района.
1963—1965 гг. — деревня Федоскинского сельсовета Мытищинского укрупнённого сельского района.
1994—2006 гг. — деревня Федоскинского сельского округа Мытищинского района.
2006—2015 гг. — деревня сельского поселения Федоскинское Мытищинского района.